# Боннёй-ан-Франс
Боннёй-ан-Франс (фр. Bonneuil-en-France) — муниципалитет во Франции, в регионе Иль-де-Франс, департамент Валь-д’Уаз. Население — 774 человек (1999).
Муниципалитет расположен на расстоянии около 14 км северо-восточнее Парижа, 29 км восточнее Сержи.

## Демография
Динамика населения (INSEE):